# Bogoliúbovka (Omsk)
|  | Per a altres significats, vegeu «Bogoliúbovka». |

Bogoliúbovka (en rus: Боголюбовка) és un poble de l'óblast d'Omsk, a Rússia, que en el cens del 2010 tenia 1.079 habitants. Pertany al districte rural de Mariànovka.